# Chandmani-Öndör
Chandmani-Öndör (mongol en écriture cyrillique : Чандмань-Өндөр сум) est un Sum de Mongolie dans la province de Khövsgöl.